# Flèche du Sud
A Flèche du Sud é uma competição de ciclismo luxemburguesa criada em 1949 e que faz parte do UCI Europe Tour desde 2005, em categoria 2.2. Está aberta às equipas continentais profissionais luxemburgueses, às equipas continentais, às equipas nacionais e às equipas regionais. Os UCI Pro Teams não podem participar.

## Palmarés
| Ano  | Ganhador             | Segundo                  | Terceiro          |
| ---- | -------------------- | ------------------------ | ----------------- |
| 1949 | Roby Bintz           | Henri Kass               | Albert Kirchen    |
| 1951 | Charly Gaul          | Léon Millet              | Roger Ludwig      |
| 1952 | Roger Ludwig         | Charly Gaul              | André Moes        |
| 1953 | Charly Gaul          | Jan Plantaz              | Martinus Cuyten   |
| 1954 | Willy Gramser        | Raymond Jacobs           | Guy Badinot       |
| 1955 | Théo Simon           | Arnold Ehlen             | Jean Fourneau     |
| 1956 | Rien Van Grinsven    | Piet De Jongh            | Claude Valdois    |
| 1957 | Camille Jost         | Dominique Zago           | Walthère Wislet   |
| 1958 | Willy Vanden Berghen | Louis Legros             | Giel Moonen       |
| 1959 | Bruno Martinato      | Günther Tüller           | Edmond Jacobs     |
| 1960 | Raymond Jacobs       | Bruno Martinato          | Edmond Jacobs     |
| 1961 | August Korte         | Raymond Jacobs           | Edmond Jacobs     |
| 1962 | Nicolas Manzo        | Willy Monty              | Ferdinand Boonman |
| 1963 | Johny Schleck        | Nicolas Manzo            | Raymond Jacobs    |
| 1964 | Edy Schutz           | Norbert Van Cauwenberghe | Henk De Jong      |
| 1965 | Edy Schutz           | Bernard Guyot            | Dieter Koslar     |
| 1966 | Ortwin Czarnowski    | Martin Gombert           | Josy Johanns      |
| 1967 | Roger Gilson         | Jan Spetgens             | Josy Johanns      |
| 1968 | Guy Boitrelle        | Martin Gombert           | Roger Gilson      |
| 1969 | Roger Gilson         | Roland Smaniotto         | Jörg Frank        |
| 1970 | Walter Burki         | Ben Jurians              | Wim De Waal       |
| 1971 | Fons van Katwijk     | Gustave Hermans          | Aad van den Hoek  |
| 1972 | Alfred Gaida         | Roby Treis               | Freddi Libouton   |
| 1973 | Erny Kirchen         | Ferdy Reuland            | Klaus Jördens     |
| 1974 | Johan Van der Meer   | Adri van Houwelingen     | Reinhold Griese   |
| 1975 | Fausto Stiz          | Jan Trybala              | Lucien Didier     |
| 1976 | Luciano Sacher       | John Van Herwerden       | Gabriele Mirri    |
| 1977 | Alf Segersall        | Mats Ericsson            | Denis Ertveldt    |
| 1978 | Alf Segersall        | Tommy Prim               | Kim Andersen      |
| 1979 | Conny Neiertz        | Moreno Argentin          | José Dá Silva     |
| 1980 | Acácio dá Silva      | Jean-Louis Schneiter     | Gilbert Glaus     |
| 1981 | Jean-Louis Schneiter | Stelios Bascos           | Francis Da Silva  |
| 1982 | Neil Martin          | Hakan Larsson            | Conny Neiertz     |
| 1983 | Hartmut Bölts        | Per Pedersen             | Peter Hilse       |
| 1984 | Francis Da Silva     | Bjarne Riis              | John Hansen       |
| 1985 | Wim Jennen           | Armand Van Mulken        | José Dá Silva     |
| 1986 | Rob Harmeling        | Arjan Jagt               | Werner Stutz      |
| 1987 | Hans-Werner Theisen  | Pascal Triebel           | Alain Lefever     |
| 1988 | Lutz Nippen          | Stephen Spratt           | Rolf Glasner      |
| 1989 | Daniel Lanz          | Ben Spetjens             | Pascal Meyers     |
| 1990 | Alex Zülle           | Thedy Rinderknecht       | Wolfgang Lohr     |
| 1991 | Robert De Poel       | Alexandre Ivankine       | Roland Meier      |
| 1992 | Jan Ostergaard       | Jörg Paffrath            | Niklas Axelsson   |
| 1993 | Lex Nederlof         | Holger Michels           | Pascal Triebel    |
| 1994 | Wolfgang Lohr        | Koos Moerenhout          | Repto Matt        |
| 1995 | Klaus Diewald        | Repto Matt               | Patrick Moster    |
| 1996 | Marc Lotz            | Pascal Triebel           | Mickael Schlickau |
| 1997 | David Dante          | Jacques Peeters          | Karsten Kroon     |
| 1998 | Jan Ostergaard       | Stefan Rütiman           | Michele Favaron   |
| 1999 | Kim Kirchen          | Jos Lucassen             | Laurens tem Dam   |
| 2000 | Giampaolo Cheula     | Frederico Berta          | Jan Ostergaard    |
| 2001 | Bradley Wiggins      | Fraude Scholz            | Jan Ramsauer      |
| 2002 | Christian Weber      | Jan Ramsauer             | Steve Fogen       |
| 2003 | David Loosli         | Pieter Mertens           | Stefan Cohnen     |
| 2004 | Andy Schleck         | Roman Peter              | Michael Haas      |
| 2005 | Wolfram Wiese        | Marcin Sapa              | Laurent Didier    |
| 2006 | Geraint Thomas       | Wolfram Wiese            | Andrew Tennant    |
| 2007 | Boris Shpilevsky     | Tomasz Kiendyś           | Vitaliy Kondrut   |
| 2008 | Marcel Wyss          | Tejay van Garderen       | Denys Kostyuk     |
| 2009 | Simon Zahner         | Ben Gastauer             | Maint Berkenbosch |
| 2010 | Lasse Bøchman        | Mads Christensen         | Marten De Jonghe  |
| 2011 | Lasse Bøchman        | Harald Totschnig         | Bob Jungels       |
| 2012 | Bob Jungels          | Julian Kern              | Jure Goločer      |
| 2013 | Michael Valgren      | Mirco Saggiorato         | Joey Rosskopf     |
| 2014 | Gaëtan Bille         | Joel Zangerle            | Ludovic Robeet    |
| 2015 | Víctor de la Parte   | Jasper Ockeloen          | Gaëtan Bille      |
| 2016 | Sérgio Sousa         | Raphael Freienstein      | Serge Dewortelaer |
| 2017 | Mark Padun           | Riccardo Zoidl           | Rasmus Quaade     |
| 2018 | Gianni Marchand      | Stephan Rabitsch         | Jimmy Janssens    |
| 2019 | Quinten Hermans      | Toon Aerts               | Stef Krul         |

## Palmarés por países
| País          | Vitórias |
| ------------- | -------- |
| Luxemburgo    | 18       |
| Países Baixos | 9        |
| Alemanha      | 9        |
| Suíça         | 8        |
| Dinamarca     | 5        |
| Bélgica       | 5        |
| Itália        | 4        |
| Reino Unido   | 3        |
| Portugal      | 3        |
| Suécia        | 2        |
| França        | 1        |
| Rússia        | 1        |
| Espanha       | 1        |
| Ucrânia       | 1        |